# NCR Corporation
NCR Corporation (le sigle « NCR » signifiait à l'origine « National Cash Register ») et est devenue un nom propre. NCR est une entreprise américaine, fondée en 1884 à Dayton (Ohio), mondialement connue pour ses caisses enregistreuses et ses distributeurs automatiques de billets (DAB).
NCR a également été constructeur d'ordinateurs (du PC aux grands systèmes), leader dans le domaine des consommables informatiques avec sa division Systemedia devenue indépendante en 2016 en tant que société ICONEX.
NCR a continuellement innové tout au long de son histoire, faisant partie du fameux BUNCH (Burroughs Univac NCR Control Data Honeywell) autour du géant informatique incontournable de l'époque qu'était IBM. NCR a acquis la société Teradata Corporation spécialisée dans les très gros volumes de données et utilisée pour certains datawarehouse en informatique décisionnelle.

## Histoire

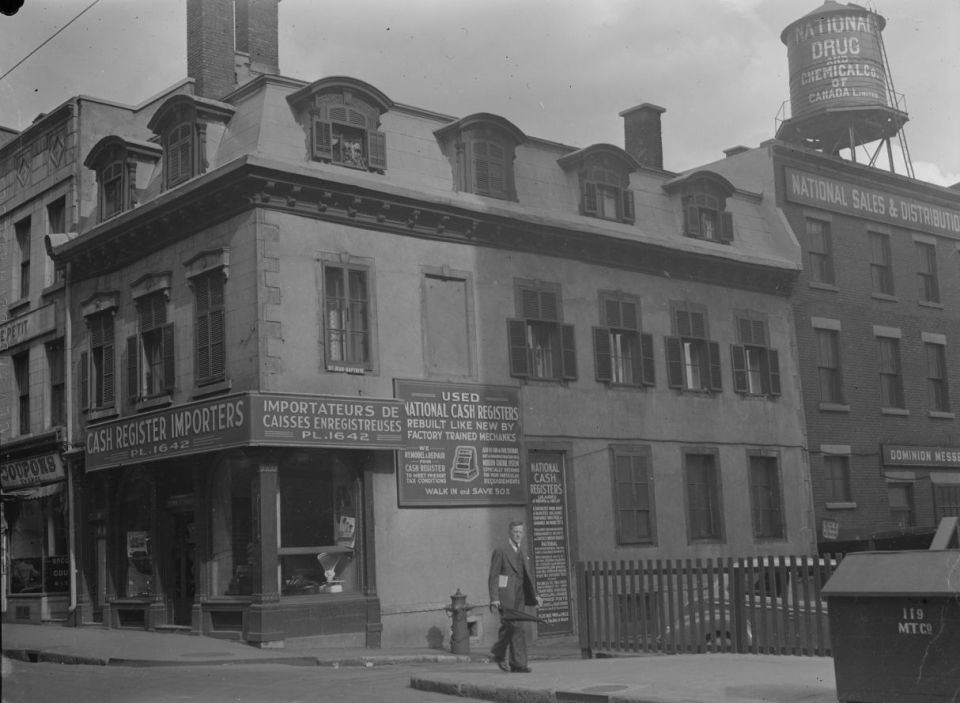
Magasin vendant des caisses enregistreuses National remises à neuf à Montréal, 1944

NCR Corporation, sous l'impulsion de son fondateur John Henry Patterson qui, en 1884, a commercialisé les premières caisses enregistreuses, inventée cinq ans plus tôt par Drew Kacer.
NCR a été acquise par AT&T le 19 septembre 1991 et renommée AT&T Global Information Solutions. En 1995 AT&T dans le cadre de son spin off a décidé de s'en séparer tout comme d'autres activités, en se reconcentrant sur son cœur de métier des réseaux télecoms.
NCR est redevenue un groupe indépendant le 1er janvier 1997.
En 2007, NCR vend sa division sécurisation des distributeurs automatiques de billets à Axytrans, dénommée aujourd'hui Oberthur Cash Protection.
Depuis le 1er octobre 2007, la business unit Teradata est devenue indépendante de NCR et est cotée à la Bourse de New York sous le nom de Teradata Corporation.
En janvier 2021, NCR annonce lancer une offre d'acquisition de Cardtronics, entreprise spécialisée dans les distributeurs de billets, pour 1,73 milliard de dollars, alors que les fonds d'investissements Apollo Global et Hudson Executive Capital ont déjà lancé une offre sur cette dernière.

## Voir aussi

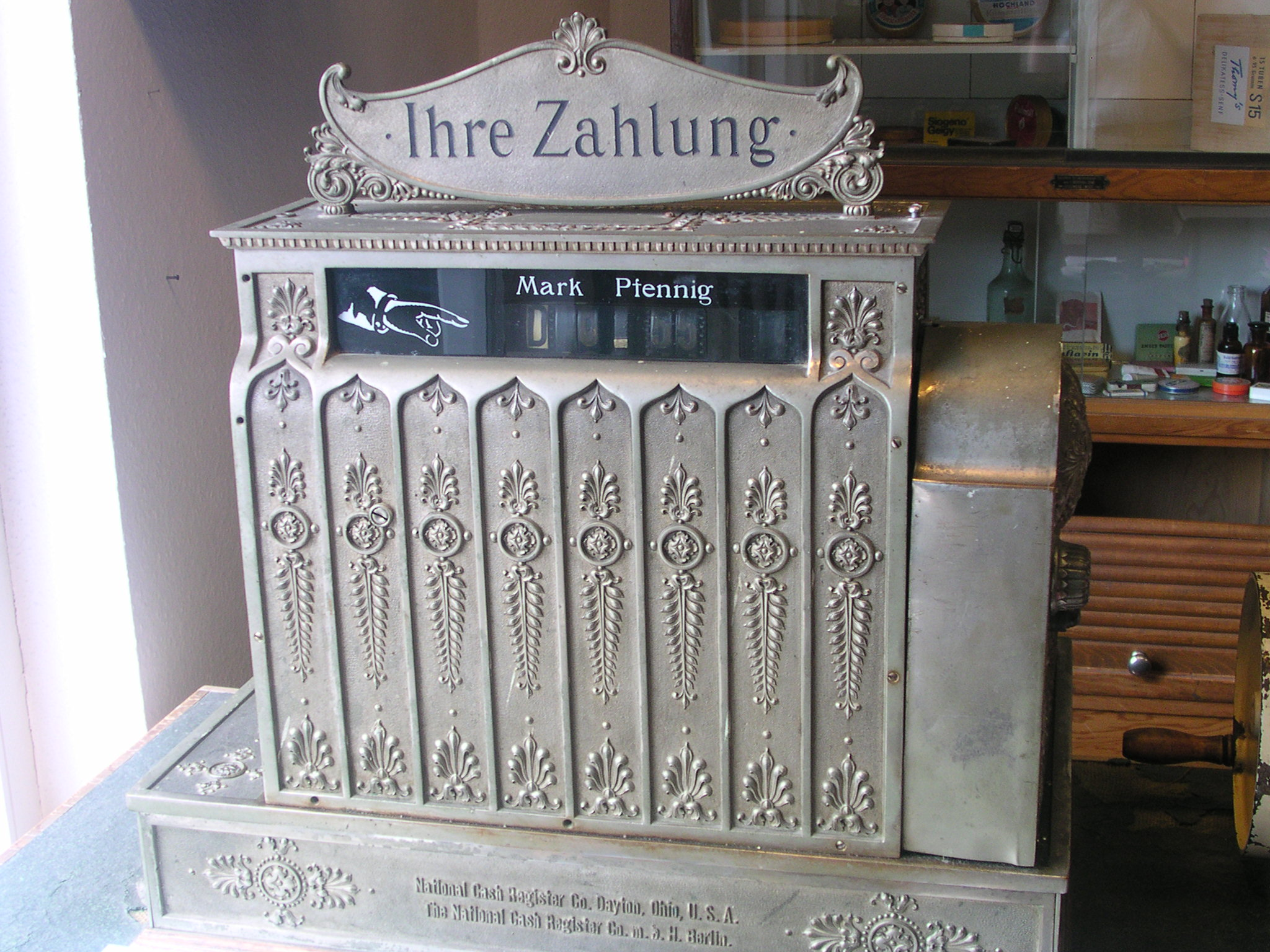
caisse enregistreuse NCR au musée de la ville de Bad Berleburg en Allemagne
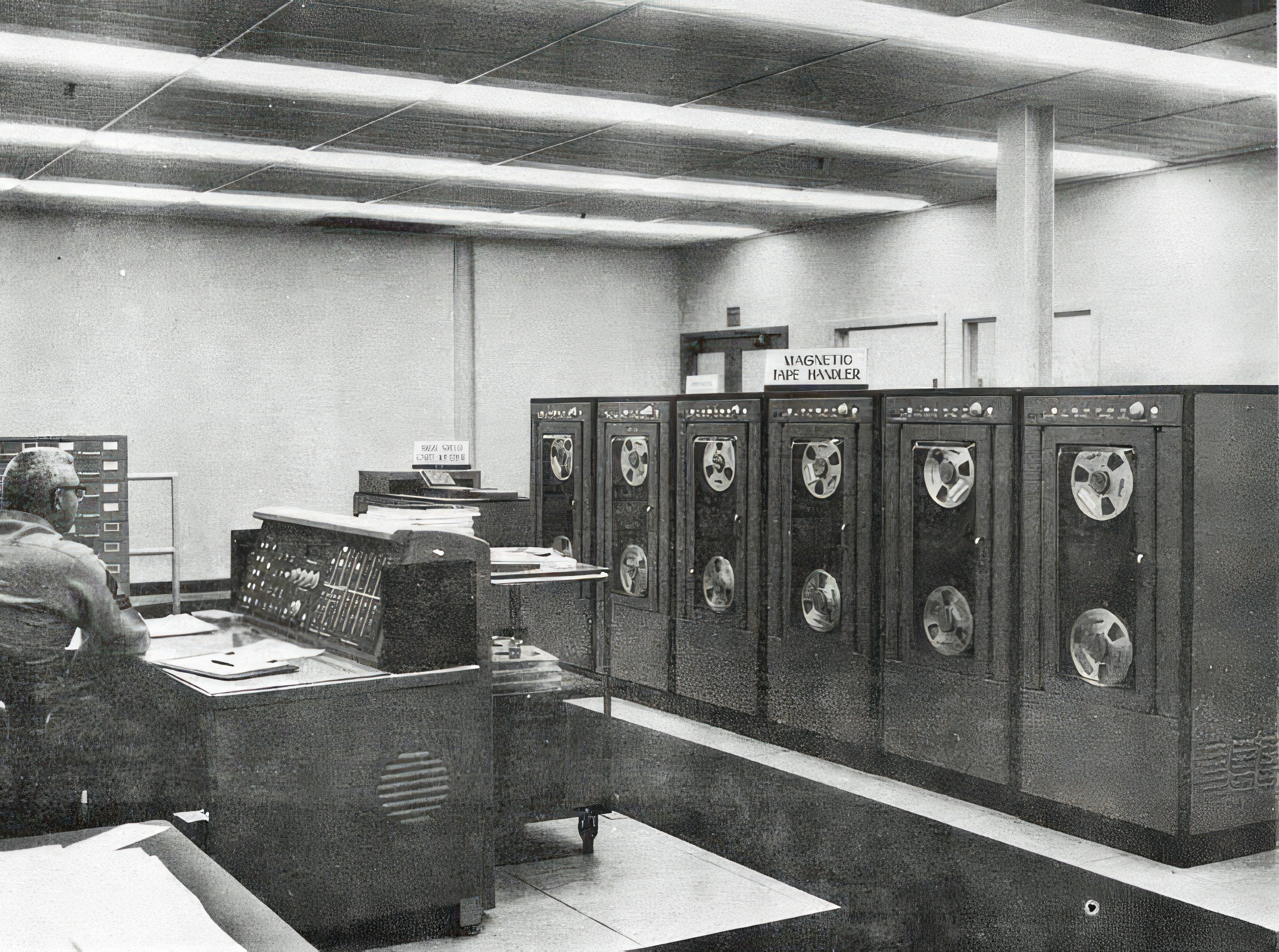
Le premier ordinateur à transistors de NCR : le 304
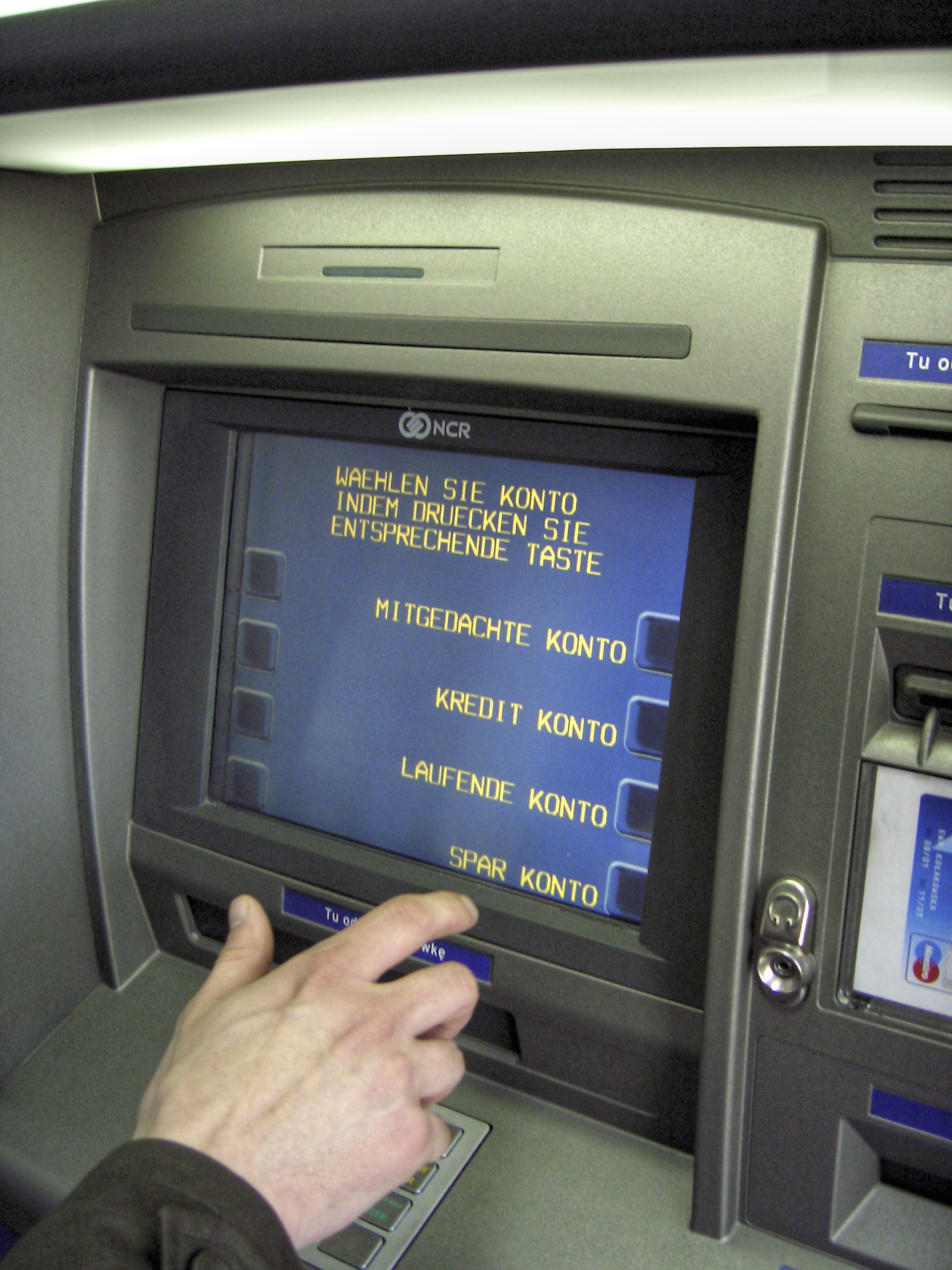
Un terminal bancaire NCR

## Implantations

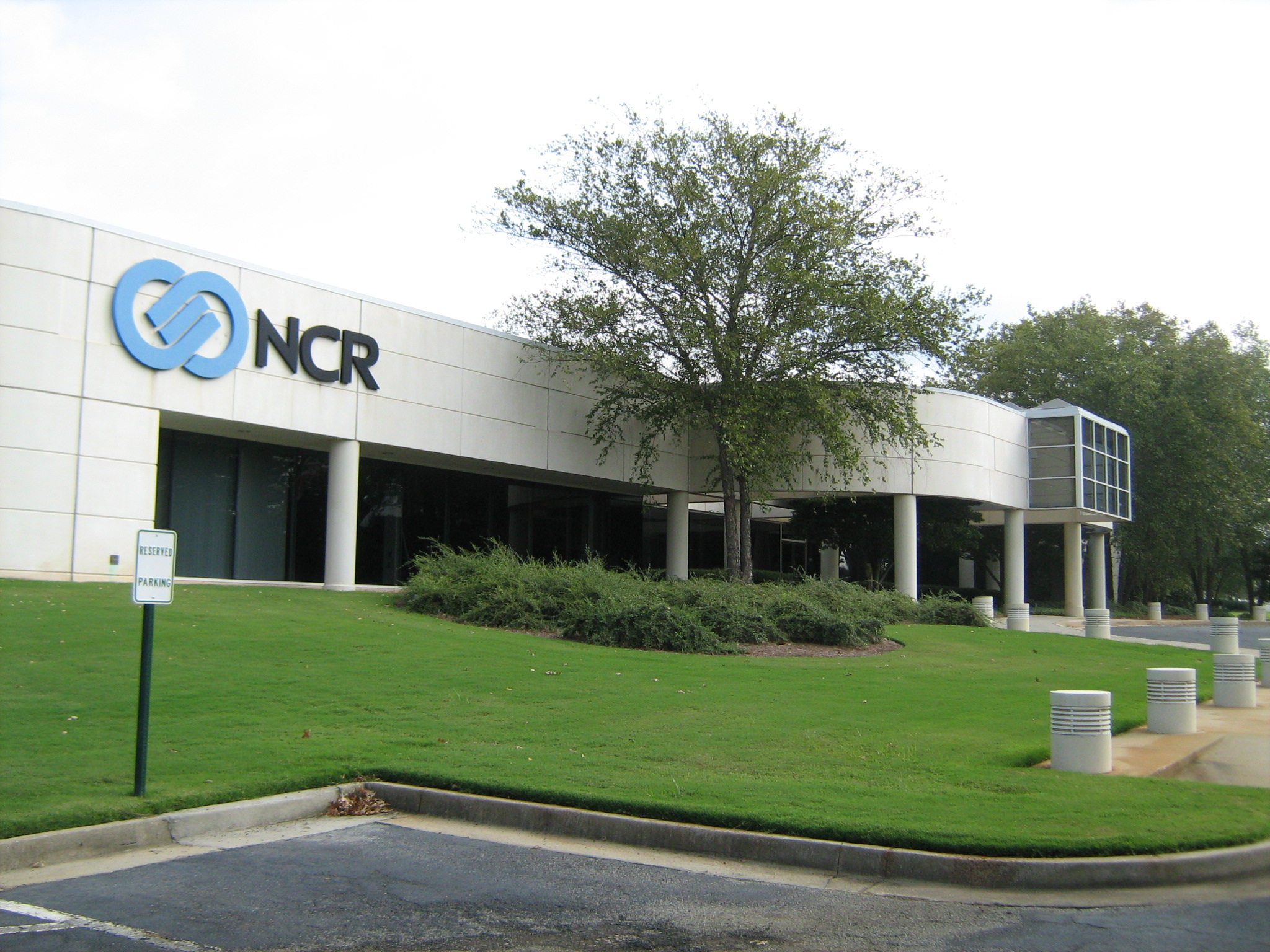
Implantation de NCR à Duluth en Géorgie.

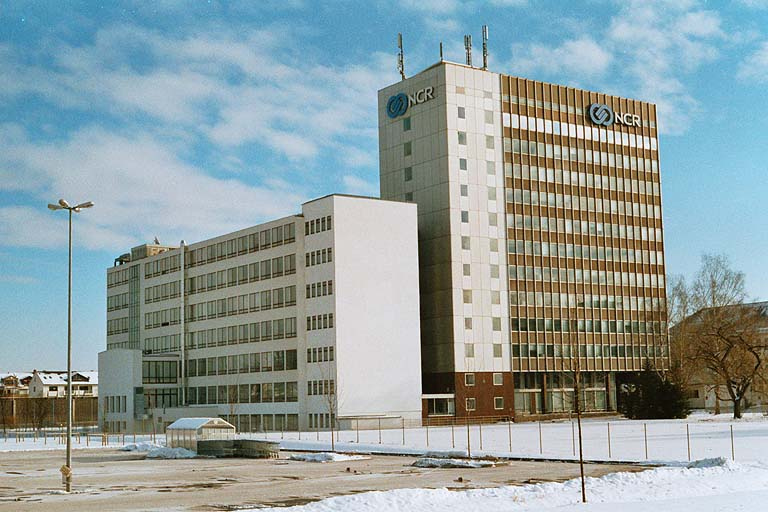
Les bureaux de NCR à Augsbourg en Allemagne.

- États-Unis
  - Duluth

- France
  - Massy

- Allemagne
  - Augsbourg

- Maroc
  - Casablanca